# Sassone en el tiempo
Sassone en el tiempo es un disco del músico y director de orquesta de tango Florindo Sassone. Este trabajo se caracteriza por la claridad, el conocimiento y el buen gusto de las grabaciones de aquellos “Tangos internacionales", pues el sonido de su orquesta era atractivo para la época
Nunca había realizado un LP integralmente con este tipo de material, pero siempre incluía algunos de éstos temas en sus LP. Pero, llegó el día y actualmente es considerado como uno de los discos más reconocidos de Florindo Sassone

## Lista de temas
| Sassone en el tiempo |                            |          |  |
| N.º                  | Título                     | Duración |  |
| 1.                   | «La paloma»                | 2:22     |  |
| 2.                   | «Tango azul»               | 2:35     |  |
| 3.                   | «Ojos negros»              | 2:54     |  |
| 4.                   | «Mi corazón es un violín»  | 4:53     |  |
| 5.                   | «El escondite de Hernando» | 3:33     |  |
| 6.                   | «Un jardín en Italia»      | 4:13     |  |
| 7.                   | «Escuche mi violeta»       | 4:21     |  |
| 8.                   | «Donna Vatra»              | 3:33     |  |
| 9.                   | «Celos»                    | 3:28     |  |
| 10.                  | «Orquídea»                 | 3:38     |  |
| 11.                  | «Canción de las perlas»    | 3:38     |  |

- Datos: Q30916904